# 躍升
躍升（Youmzain、2003年2月20日出生。）是一頭出生於愛爾蘭，並在英國接受訓練的競賽馬匹。在三歲時贏得德國大賽。其後在五歲贏得第二項分級賽聖格盧大賽。其餘勝出分級賽事包括Great Voltigeur錦標。此外，牠是歐洲最高獎金賽事凱旋門大賽三屆亞軍得主。